# 堰塘乡 (万源市)
堰塘乡，是中华人民共和国四川省达州市万源市曾经下辖的一个乡。2020年6月，撤销堰塘乡，将其所属行政区域划归八台镇管辖。

## 行政区划
堰塘乡撤销前下辖以下地区：
布带溪村、向家坝村、铜岭冠村、虾叭口村和一湾水村。